# Xã Wills, Quận LaPorte, Indiana
Xã Wills (tiếng Anh: Wills Township) là một xã thuộc quận LaPorte, tiểu bang Indiana, Hoa Kỳ. Năm 2010, dân số của xã này là 2.110 người.